# Генделев, Давид Захарович
Дави́д Заха́рович Ге́нделев (15 декабря 1920, Старая Русса — 1 ноября 2016, Петрозаводск) — издатель, историк-архивист, Заслуженный работник культуры Карельской АССР (1970), Заслуженный работник культуры РСФСР (1981), Почётный гражданин Петрозаводска (2010).

## Биография
В 1938 году поступил на исторический факультет Ленинградского университета, откуда ушёл на фронт, командовал пулемётным взводом на Ленинградском фронте, старший лейтенант. Был дважды ранен, во время отпуска по ранению в 1942—1943 гг. окончил университет, работал учителем истории средней школы г. Бокситогорска.
С 1945 г. работал в органах НКВД в Карелии, был начальником лагеря для военнопленных, в 1949 году назначен начальником Центрального государственного архива Карело-Финской ССР.
С 1955 года работал в Государственном издательстве Карело-Финской ССР (затем издательстве «Карелия»).
С 1959 по 1991 год - главный редактор «Карелия».
Под редакцией Д. З. Генделева выходили книги по истории, экономике и культуре Карелии, художественная и научная литература, которые награждались призами всесоюзных и международных выставок, ВДНХ СССР.
С 1996 года — старший научный сотрудник Национального архива Республики Карелия.
В 2001—2003 годах — автор-составитель трёхтомника «Петрозаводск. 300 лет истории. Документы и материалы», под его редакцией вышел сборник архивных документов и материалов «Карелия в Великой Отечественной войне: освобождение от оккупации и возрождение мирной жизни. 1941—1945 гг.» (2010 г.) и другие сборники.
Член Союза журналистов с 1969 года.
Награждён Орденом Отечественной войны II степени, Почётной грамотой Президиума Верховного Совета КАССР (1962), памятной медалью «К 100-летию Шолохова» (2005), нагрудным значком Росархива «Почётный архивист» (2000).
Заслуженный работник культуры Карельской АССР (1970), Российской Федерации (1981). Почётный гражданин Петрозаводска (2010).

## Труды, публикации
- Генделев Давид. Из истории еврейской общины Петрозаводска. — Петрозаводск, 2002. — 53 c. — (Библиотека газеты «Общинный вестник». Вып. 5). (№ 198)
- Сорокина Т. В., Генделев Д. З. Соборы Петрозаводска. — Петрозаводск, 1999.
- Генделев Д. З. Из истории еврейской общины Петрозаводска Архивная копия от 25 декабря 2013 на Wayback Machine
- Генделев Д. З. Наводнение в Петрозаводске 1800 Архивная копия от 4 марта 2016 на Wayback Machine
- Генделев Д. З. Иностранные специалисты на Петровских железоделательных и Александровском пушечном заводах в XVIII в. — Петрозаводск: Национальный архив Республики Карелия, 2001.
- «Карелия», издательство. Книги издательства «Карелия» 1981 −1982 гг. : статистический сборник / Издательство «Карелия»; [составитель Д. З. Генделев]. — Петрозаводск : Карелия, 1984. — 14 с.
- «Карелия», издательство. Книги издательства «Карелия» за девятую и десятую пятилетки : статистический сборник / Издательство «Карелия»; [составитель Д. З. Генделев]. — Петрозаводск : Карелия, 1981. — 47 с.
- Карелия : [фотоальбом / составитель-редактор Д. З. Генделев; фот.: А. А. Базаджиевой и др.]. — Петрозаводск : Карелия, 1982.
- Генделев Д. З. Марциальные воды. — Петрозаводск, 1974.
- Молодые животноводы в борьбе за дальнейшее повышение продуктивности животноводства : [сборник статей под редакцией Д. Генделева]. — Петрозаводск : Госиздат Карело-Финской СССР, 1956. — 59 с.
- Генделев, Д. З. «Мы многое приобрели, но главное потеряли» : [беседа с бывшим главным редактором издательства «Карелия» Давидом Захаровичем Генделевым / беседовал Сергей Галкин] // Петрозаводск. — 2005. — 4 авг. (№ 31). — С. 10.
- Генделев Д. Город петровских заводов : [Из истории Петрозаводска] // ТВР-Панорама.-1997.-10 апреля-С.14.
- Генделев Д. Олонецкий колокол : [Публикация по материалам ЦГА РК] // Северный курьер.- 1996.-16 октября.
- Генделев, Д. Центральный государственный архив Карело-Финской ССР / Д. Генделев // На рубеже. — 1949. — N 7. — С. 85-89.